# Nikolaus Seyringer
Nikolaus Seyringer (* um 1360 in Matzen; † 25. Dezember 1425 in Wien) war ein österreichischer Benediktiner und Mystiker. Er war Rektor der Universität Wien, Abt der Klöster Subiaco und Melk und Initiator der Melker Reform.

## Leben und Wirken
Nikolaus Seyringer wurde in Matzen im Weinviertel in Niederösterreich geboren. 1401 wurde er Rektor der Universität Wien. 1412 wählte man ihn zum Abt des italienischen Benediktinerklosters Subiaco, in dem die beim Konzil von Konstanz beschlossenen Reformen der Benediktinerklöster durchgesetzt wurden.
1418 wurde der regierende Abt von Melk abgesetzt und Nikolaus Seyringer zum Nachfolger bestimmt. Durch Vermittlung von Albrecht V. und Papst Martin V. holte er Mönche aus Subiaco nach Melk, vom alten Konvent durften nur der Prior und neun weitere Mönche im Kloster bleiben. Diese „Melker Reform“ achtete auf strenge Befolgung der Ordensregeln und liturgische Erneuerung. Die Vorschriften von Subiaco wurden von Seyringer den örtlichen Gegebenheiten angepasst und als Consuetudines Mellicenses verbindliche Norm der Reform, die den gesamten österreichischen und süddeutschen Raum erfasste.
Nikolaus Seyringer starb schon sieben Jahre nach Beginn der Reform im Alter von etwa 65 Jahren in Wien.